# Castillo de Miramar
El Castillo de Miramar se encuentra situado en la costa adyacente a Trieste (Italia) fue construido en el siglo XIX por voluntad del archiduque Maximiliano de Habsburgo sobre una extensión de 22 hectáreas para compartir su estancia con su esposa, la princesa Carlota de Bélgica.

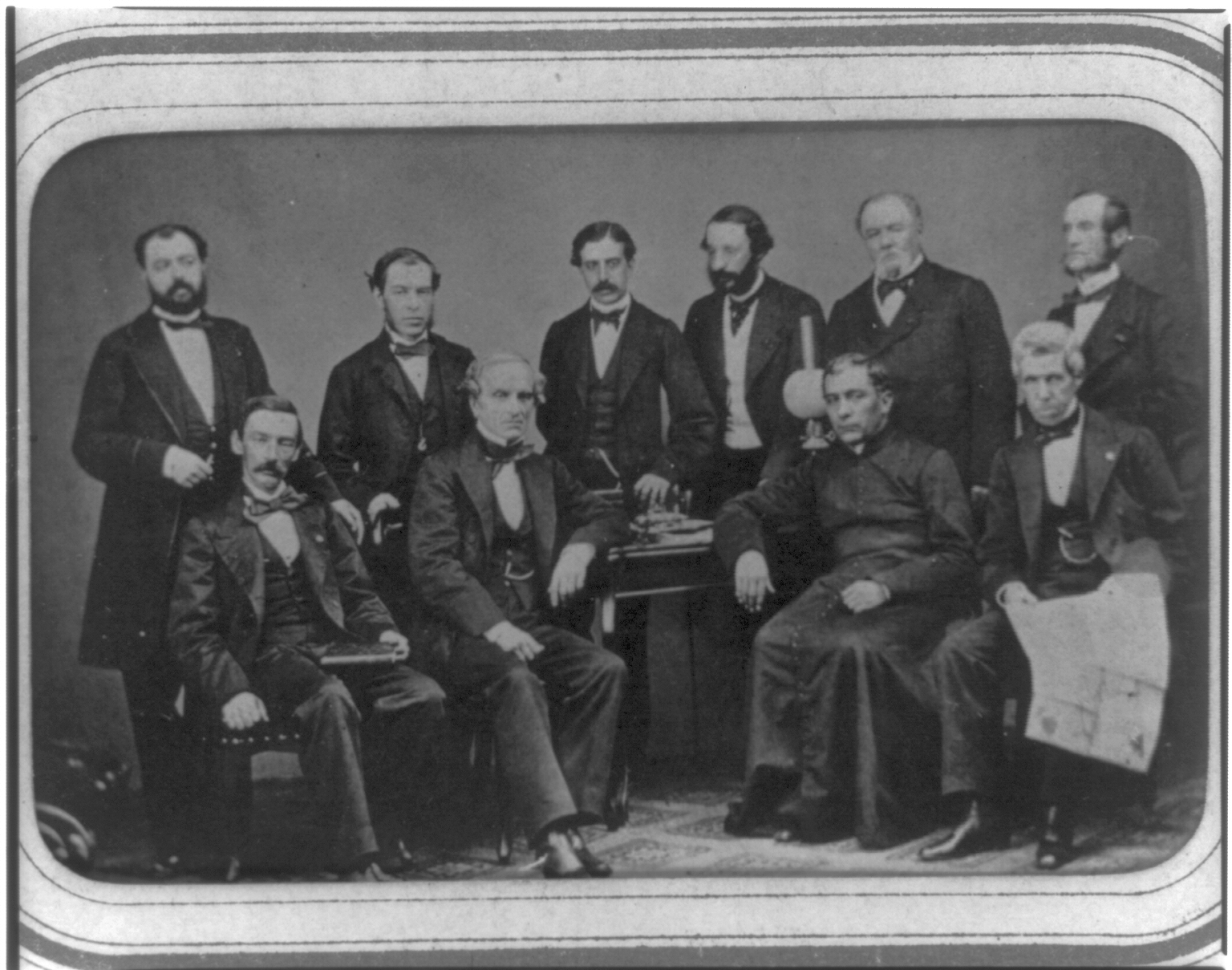
La comisión mexicana en Miramar

Fue aquí donde una comisión de mexicanos conservadores que favorecían la monarquía en su país en la segunda parte del siglo XIX se entrevistó con Maximiliano el 3 de octubre de 1863. La delegación mexicana que fue encabezada por José María Gutiérrez de Estrada e integrada por José Hidalgo, Juan Nepomuceno Almonte, el doctor José Pablo Martínez del Río, Antonio Escandón, Tomás Murphy, Adrián Woll, Ignacio Aguilar y Marocho, Joaquín Velázquez de León, Francisco Javier Miranda, y Ángel Iglesias como secretario, expresó ante el archiduque de la Casa de los Habsburgo la petición de los monarquistas mexicanos para que este se ciñera la corona mexicana y ocupara el trono de México.
El castillo, localizado a pocos kilómetros al norte de la ciudad de Trieste, fue diseñado por el arquitecto vienés Carl Junker entre 1856 y 1860 con detalles neogóticos o gótico-inglés. Está construido con piedra caliza blanca de Istria. Consta de planta baja, primer piso, entre piso con vista hacia el mar Adriático.
En el enorme parque que rodea al castillo se pueden hallar árboles traídos de Norteamérica, entre ellos, Secuoyas de California, así como pino blanco originario de México (Pinus sabiniana Dougl), además se encuentra el "Castelleto", un palacete que fue la casa de los cónyuges durante la construcción del Castillo de Miramar, este posteriormente se convirtió en lugar de encierro temporal de Carlota, cuando empeoró el daño a su razón tras el fusilamiento de su marido en México (19 de junio de 1867) y se dieron las manifestaciones clínicas de locura.
En su interior, el castillo conserva elementos oficiales del Segundo Imperio Mexicano, como el diseño del águila imperial en lámparas y tapicería. Las secciones se dividieron con el tiempo: la planta baja mantiene los muebles y diseño de la residencia de Maximiliano I y la emperatriz consorte Carlota de México, mientras que el piso superior fue acondicionado en el período de residencia del duque Amadeo II de Aosta, quien lo habitó alrededor de siete años, y que cambió algunos de los muebles al estilo de su época. La capilla fue diseñada por el pintor E. Heinrich con la representación de los doce apóstoles en los laterales y al centro del altar la última cena. El 6 de julio de 1863 se celebró el cumpleaños de Maximiliano I con una misa oficiada por el Arzobispo de México Pelagio Lavastida durante su estancia en Miramar, una placa de mármol negro con letras doradas conmemora el evento.

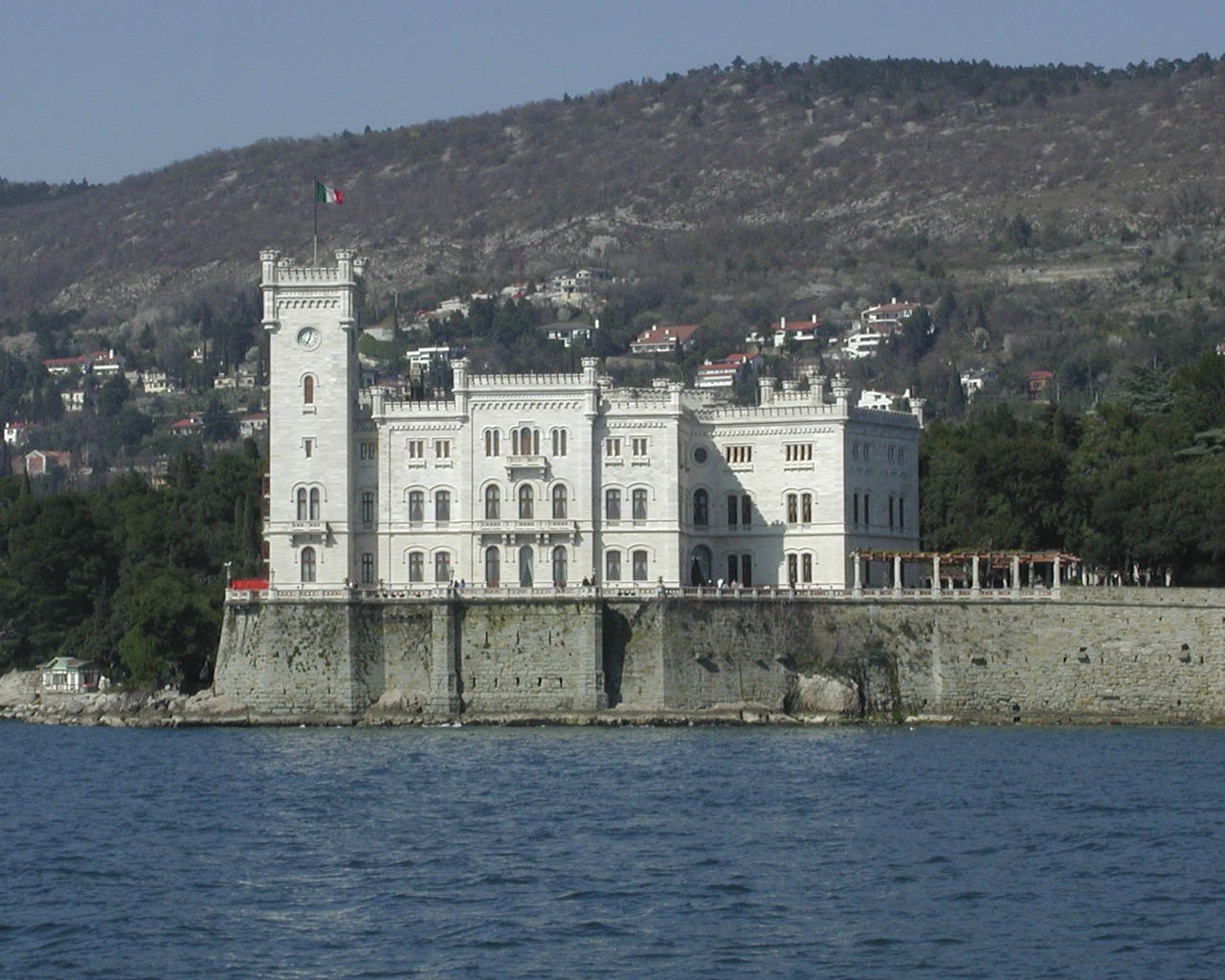
Castillo de Miramar (Miramare en italiano).

## Historia

### Castillo de Miramar
El castillo de Miramar y su parque fueron construidos por orden de Fernando Maximiliano (1832–1867), de la Casa de los Habsburgo, hermano menor de Francisco José, emperador de Austria. En 1850, a la edad de dieciocho años, Maximiliano llegó a Trieste con su hermano Carlos e inmediatamente después, emprendió un breve crucero hacia Oriente Próximo. Este viaje confirmó su intención de navegar y conocer el mundo. En 1852 fue nombrado oficial y en 1854 se convirtió en Comandante en Jefe de la Armada Imperial. Decidió mudarse a Trieste y hacer construir una casa frente al mar y rodeada de un parque digno de su nombre y rango.[1]
Según la tradición, cuando el archiduque se vio sorprendido por una tormenta repentina en el Golfo, se refugió en el pequeño puerto de Grignano y eligió ese espolón rocoso desnudo de origen calizo como escenario de su hogar. Todo el conjunto, adquirido por primera vez a principios de marzo de 1856, se denominó Miramar, posiblemente por el nombre de la residencia del Príncipe Fernando de Sajonia-Coburgo-Gotha-Koháry en Pena, Portugal.
Diseñado en 1856 por Carl Junker, un arquitecto austriaco, la estructura arquitectónica de Miramar se terminó en 1860. El estilo refleja los intereses artísticos del archiduque, que estaba familiarizado con los estilos arquitectónicos eclécticos de Austria, Alemania e Inglaterra. El artesano Franz Hofmann y su hijo Julius se encargaron del mobiliario y la decoración. Hofmann, que trabajaba en la ciudad de Trieste, era un hábil artesano dispuesto a seguir las sugerencias de Maximiliano. Tanto el artesano como su patrón tenían una formación cultural similar y conocían bien las tendencias eclécticas de la época.
El trabajo, constantemente supervisado por Maximiliano, se terminó solo después de su partida en 1864 para México; donde tras un breve reinado como emperador fue ejecutado en junio de 1867. Maximiliano pretendía crear un ambiente íntimo en el castillo en el área reservada para su familia, un área en la que quería estar en contacto con la naturaleza, reflejando tanto su propio espíritu como el de una época.

### Interior del castillo de Miramar
En la planta baja, destinada al uso de Maximiliano y su esposa, Carlota de Bélgica, destacan el dormitorio y el despacho del archiduque, que reproducen respectivamente el camarote y la sala de oficiales de popa de la fragata Novara, el buque de guerra utilizado por Maximiliano cuando fue Comandante de la Marina para dar la vuelta al mundo entre 1857 y 1859. La biblioteca, cuyas paredes están tapizadas de estanterías y las habitaciones de la Archiduquesa con sus tapices de seda celeste. Todas las habitaciones aún conservan los muebles, adornos, tapices y objetos originales que datan de mediados del siglo XIX. Muchos escudos de armas del Segundo Imperio Mexicano decoran el castillo, así como ornamentaciones de piedra en el exterior que representan las águilas aztecas 
El primer piso incluye áreas de recepción de invitados y el Salón del Trono. Destacan los magníficos artesonados del techo y las paredes y los salones chinos y japoneses con su mobiliario oriental. De particular interés es la sala decorada con pinturas de Cesare Dell'Acqua, que retratan eventos en la vida de Maximiliano y la historia de Miramare. Actualmente, las habitaciones del castillo están dispuestas en su mayoría de acuerdo con el diseño original decidido por la pareja real. Un valioso reportaje fotográfico encargado por el propio archiduque hizo posible una fiel reconstrucción.

### Castelletto
Después de haber sido comisionado como oficial de la marina imperial en 1852, Maximiliano decidió trasladarse a Trieste, donde permaneció por períodos cada vez más largos y frecuentes. Alquiló una villa en las laderas de la colina de San Vito a Niccolò Marco Lazarovich con una cláusula en el contrato que le permitía hacer todas las modificaciones que considerara necesarias. Posteriormente, durante la finalización del castillo de Miramare, el archiduque hizo construir un pequeño castillo llamado Gartenhaus o Castelletto que reproducía a menor escala la fachada del castillo principal y en el que vivió de forma intermitente hasta la Navidad de 1860.
El Castelletto, situado en una zona panorámica, se enfrenta a Grignano por un lado y por el otro a un parterre rodeado de árboles y en un claro frente a los invernaderos en el centro de los cuales hay una fuente. Siguiendo el modelo de formas eclécticas sobre una base cuadrada con una terraza frente al castillo, la torre y la entrada del cenador, el Castelletto tiene un pequeño número de habitaciones amuebladas con sencillez. En la planta baja hay una decoración en yeso pintado a semejanza de la madera. En el primer piso, en cambio, hay una decoración muy similar a la de Villa Lazarovich que se puede conectar con la decisión de Maximiliano de trasladarse al Castelletto. Su propia parte de los ornamentos de la Villa que fue su primera residencia en Trieste. De hecho, las salas de estilos turco y alemán y la sala decorada con paneles de figuras femeninas presentan fuertes paralelismos entre los dos edificios y resaltan las tendencias artísticas de la época: numerosas decoraciones, paredes cubiertas de pinturas, muchos ornamentos, pesadas cortinas y salas lleno de muebles.
El Castelletto está ligado a la historia de Maximiliano y Carlota. Fue aquí donde Carlota se quedó desde finales de 1866 hasta el verano de 1867, entre su regreso de México y su viaje a Bélgica. Albergó también parte del mobiliario del Castillo de Miramar durante la estancia del duque de Aosta.

### Parque Miramar
El parque Miramar, que en un momento no tenía vegetación y ahora tiene una superficie de 22 hectáreas (54 acres), se encuentra en un promontorio rocoso con vista al mar Adriático. El sitio fue planeado y arreglado por Carl Junker, de acuerdo con los deseos del archiduque Maximiliano, quien siguió cuidadosamente la construcción de su residencia. En cuanto al aspecto botánico, se llamó a un jardinero, Josef Laube, pero fue reemplazado en 1859 por Anton Jelinek, un bohemio que había tomado parte en la expedición de la fragata Novara alrededor del mundo.
El parque, cuyas obras se iniciaron en 1856, representa un ejemplo clásico de implantación mixta y artificial de bosques-árboles y arbustos leñosos y consigue aunar el encanto de un entorno típicamente norteño y un contexto mediterráneo. A diferencia del jardín barroco, el jardín inglés, sobre el que se inspira Miramare, introduce una nueva relación con la naturaleza, fruto de una sensibilidad diferente hacia el mundo material. Por eso, al pasear por los senderos del parque se respira un ambiente muy ligado a la vida de su dueño ya su relación romántica con la naturaleza, propia de su época.
Antes de 1856, el área del parque estaba desnuda, con solo algunos arbustos y arbustos espinosos. Hoy, en cambio, existe un grupo de diferentes especies de árboles que son, en su mayoría, de origen no europeo o, en todo caso, que no son autóctonos de la zona. En un plazo de diez años se plantaron cedros del Líbano, del norte de África y del Himalaya, junto con abetos y piceas de España, cipreses de California y México, diversas especies de pino de Asia y América, a los que se sumaron algunos ejemplares exóticos, como la secuoya gigante y el ginkgo biloba, fueron agregados. Miramare fue concebido como un jardín privado y no como un parque. De hecho, no tiene una entrada monumental ni un camino de acceso al castillo. Era un jardín de las maravillas, no destinado al uso público, aunque el archiduque lo abría al público algunos días a la semana. Los cursos de agua, las piscinas, los caminos sinuosos, los árboles colocados según modelos naturales, algunas áreas verdes, son típicos de los jardines ingleses. La rugosidad del terreno favoreció el trazado irregular del promontorio, compaginando la transformación artificial con el medio natural.
El parque también se caracteriza por la presencia de algunos edificios incluidos en el proyecto de Junker: el Castelletto –habitado de vez en cuando por Maximiliano y Carlota– en el que se iniciaron las obras al mismo tiempo que las del castillo; los invernaderos, destinados al cultivo de las plantas que se instalarán en el parque; las ruinas de la capilla dedicada a San Canciano, en cuyo ábside se conserva una cruz realizada con la madera de la fragata Novara, que fue guardada en 1899 y por último una casita, actualmente utilizada como cafetería, la "casa suiza ", situada a la orilla del lago de los cisnes.
Hasta 1954, Miramar se utilizó como cuartel general de las fuerzas de ocupación alemanas, neozelandesas, británicas y estadounidenses, respectivamente. Finalmente, en 1955, el complejo fue reabierto al público con el nombre de Parque Miramare, cuya gestión fue confiada a la Sopraintendenza per i Beni Architettonici ed il Paesaggio e per il Patrimonio Storico, Artistico ed Etnoantropologico de la región de Friuli-Venezia Giulia.
Hoy los jardines acogen durante la temporada estival espectáculos como el musical "Sissi", que revive la historia del Imperio en su entorno natural y diversos conciertos.

### Establos del castillo de Miramar
Maximiliano encargó el plano de las caballerizas del castillo de Miramar, cuyo diseño fue realizado entre 1856 y 1860 por el arquitecto Carl Junker. Ya había planificado todas las obras a realizar en la zona de Miramar: el castillo, el parque y todos sus caminos de acceso, el Castelletto, el Porticciolo ('pequeño puerto'), los conservatorios, la casa suiza y el pabellón de la parte trasera del parterre.
Los bocetos de Junker plantean la planificación del edificio del establo, tanto en su totalidad como en cada parte dedicada a un uso específico.
El edificio se compone de tres cuerpos que rodean un patio central abierto al mar. Se encuentra en la carretera que conduce a Trieste, en un lugar protegido y saludable, a cierta distancia del castillo. Mide 40 metros (131 pies) cuadrados. La sección central estaba destinada a los caballos: los bocetos de Junker que incluyen la ubicación de los establos de los animales, bordean el perímetro inferior. Las dos alas, perfectamente simétricas, se subdividen en tres partes: cerca de los establos, trasteros para los arneses; luego los alojamientos para el personal y finalmente, las cocinas, cerca del mar. El gran pabellón de atrás estaba reservado para los carruajes. Su acceso por el lado oeste está formado por dos puertas principales (una probablemente de entrada, la otra de salida).
Entre las dos Guerras Mundiales, cuando el castillo estaba habitado por los duques de Aosta, se realizaron reformas en las caballerizas.

## Miramar después de 1867

### Entrada principal
Después de la muerte por fusilamiento de Maximiliano I en México en junio de 1867 y Carlota regresó a Bélgica, el castillo y el parque continuaron siendo un lugar donde los Habsburgo pasaban cortos períodos.
Alrededor de septiembre de 1882, el Emperador Francisco José con Isabel de Austria y el heredero al trono Rodolfo con su consorte Estefania de Bélgica, estuvieron en Miramar durante una visita oficial a Trieste dando recepciones para los notables de la ciudad. En agosto de 1885, la Archiduquesa Estefania estuvo ahí por pocos días. Entre 1869 y 1896, la emperatriz Isabel fue registrada como habiendo permanecido ahí por catorce ocasiones. El 22 de marzo de 1900, Estefanía de Bélgica -sobrina de Carlota y viuda de Rodolfo - eligió la capilla del castillo para su segundo matrimonio con el noble húngaro Elemér de Lónyay. Del 9 de marzo al 11 de abril de 1914, el heredero al trono el Archiduque Francisco Fernando vivió en el astillo con su esposa y sus hijos dando hospitalidad al Emperador Alemán Guillermo. Dos meses después el archiduque sería asesinado en Sarajevo, por Gavrilo Princip miembro de la Mano Negra. Digno de mención es también la visita del último emperador Carlos y su esposa Zita.
Durante la Primera Guerra Mundial todos los muebles y obras de arte del castillo fueron llevadas a Viena y almacenadas en los Palacios de Schönbrunn y Belvedere y en las bibliotecas de la corte. Al final de la guerra, el conjunto territorial de Miramar, pasó a ser controlado por el Gobierno italiano. Entre octubre de 1925 y marzo de 1926, por consenso mutuo de los dos gobiernos, Austria regresó todo el mobiliario con el fin de hacer posible la reconstrucción interna del castillo lo más real al original. La restauración del mobiliario y de los salones, bajo la dirección de la Real Superintendencia, hicieron posible que el museo pudiera ser abierto al público el 24 de marzo de 1929.
Dos años más tarde, el gobierno asignó Miramar al Duque Amedeo de Aosta, capitán de la primera división aérea estacionada en Gorizia, quien vivió continuamente hasta 1937, cuando fue nombrado Virrey de Etiopía. El castillo fue también habitado por la familia del Duque hasta mediados de 1943.

### Interior del Castillo de Miramar
Sin embargo, se permitió el acceso a los visitantes a la parte superior del parque y de 1931 el Castelletto, el inmobiliario del Archiduque Maximiliano, guarniciones que no formaron parte del inmobiliario del Duque de Aosta. Posteriormente el castillo fue utilizado como una escuela de oficiales cuando las tropas alemanas ocuparon la ciudad. Como resultado de la oposición del gauleiter Friedrich Rainer a la conversión del castillo en un cuartel general de los nazis, el edificio se salvó de un posible bombardeo. Mientras tanto el inmobiliario fue enviado bajo resguardo a otros edificios de la ciudad.
A fines de 1945, tropas de Nueva Zelanda bajo el mando del General Freyberg entraron a Trieste y se establecieron en el castillo, haciendo muchos cambios en el interior. Siguieron las tropas británicas estbleciendo el cuartel general de los XIII Corps de Miramar. Finalmente, llegaron los estadounidenses al castillo siendo utilizado como cuartel general de los estadounidenses de Garrison, la unidad Trieste de las tropas de los Estados Unidos (TRUST) desde 1947 hasta el 3 de octubre de 1954. La superintendencia inicio de inmediato el trabajo de restauración del interior del castillo y el Castelletto y la disposición del parque. Sobre la base de dibujos y de fotografías, las decoraciones de madera fueron restauradas en los salones y los muebles del inmobiliario, pinturas y tapetes fueron reorganizados.
Finalmente en marzo de 1955, el parque fue reinaugurado con entrada libre sin cargo al público y del 2 de junio de ese año, la residencia de Maximiliano fue nombrada Museo Histórico del Castillo de Miramar siendo incrustado al Sopraintendenza per i Beni Architettonici ed il Paesaggio e per il Patrimonio Storico, Artistico ed Etnoantropologico de la región de Friuli-Venezia Giulia. Al paso de los años, ha sido una atracción para cientos de turistas interesados en una experiencia total siendo uno de los pocos ejemplos de la residencia histórica europea, que ha sido conservada por completo con sus muebles originales y que hoy en día, transmite el encanto como si se viviera alrededor de medianos del siglo diecinueve.

## El Museo

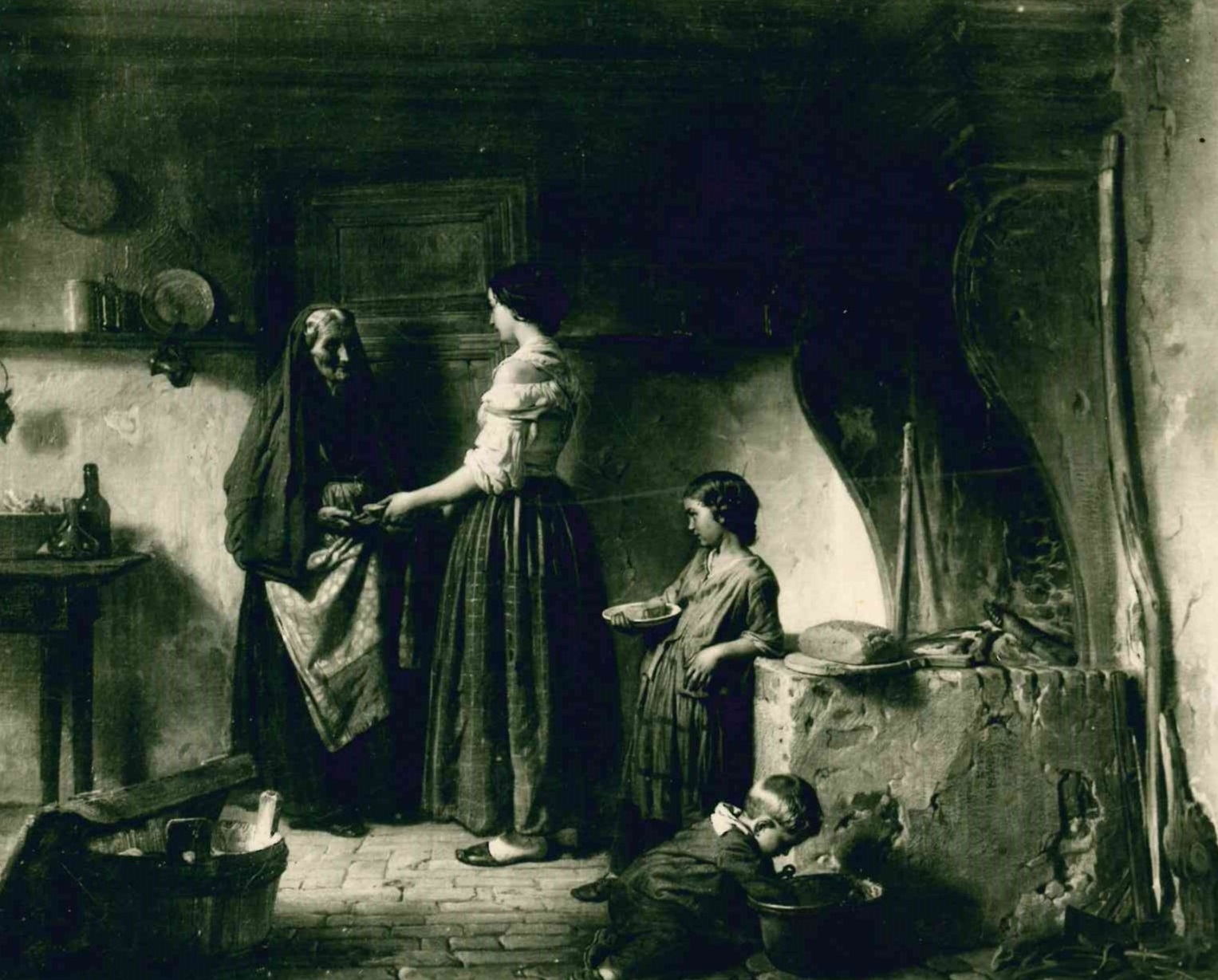
Antonio Rotta, La caritá

El castillo fue utilizado como un museo y en su interior también se conserva una valiosa colección de jarrones orientales. Dentro, los visitantes pueden admirar las habitaciones de Maximiliano y su esposa Carlota, la sala de información que cuenta la historia de la construcción del castillo y el parque, así como las habitaciones donde vivió el duque Amadeo de Aosta (muebles de 1930-estilo racionalista). Todas las habitaciones están bien conservadas y mantenidas, todos los muebles son originales; adornos, muebles y objetos que datan de mediados del siglo XIX. Particularmente dignos de mención son la sala de música, donde Carlota tocaba el piano, visible ahora en la sala VII. En la Sala XIX hay una serie de pinturas de César Dell'Acqua que representan la historia de Miramar. Por último, los visitantes pueden visitar el Salón del Trono, que fue recientemente restaurado a su antiguo esplendor.

## Galería

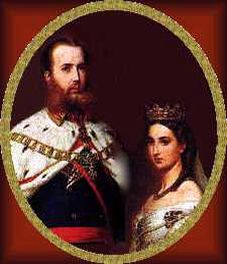
Retrato de Maximiliano y Carlota por Santiago Rebull.

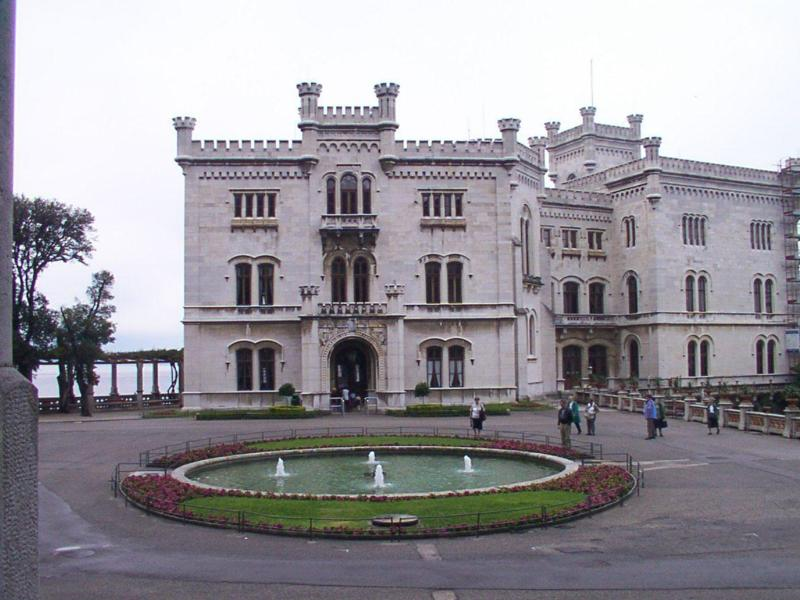
Entrada principal.

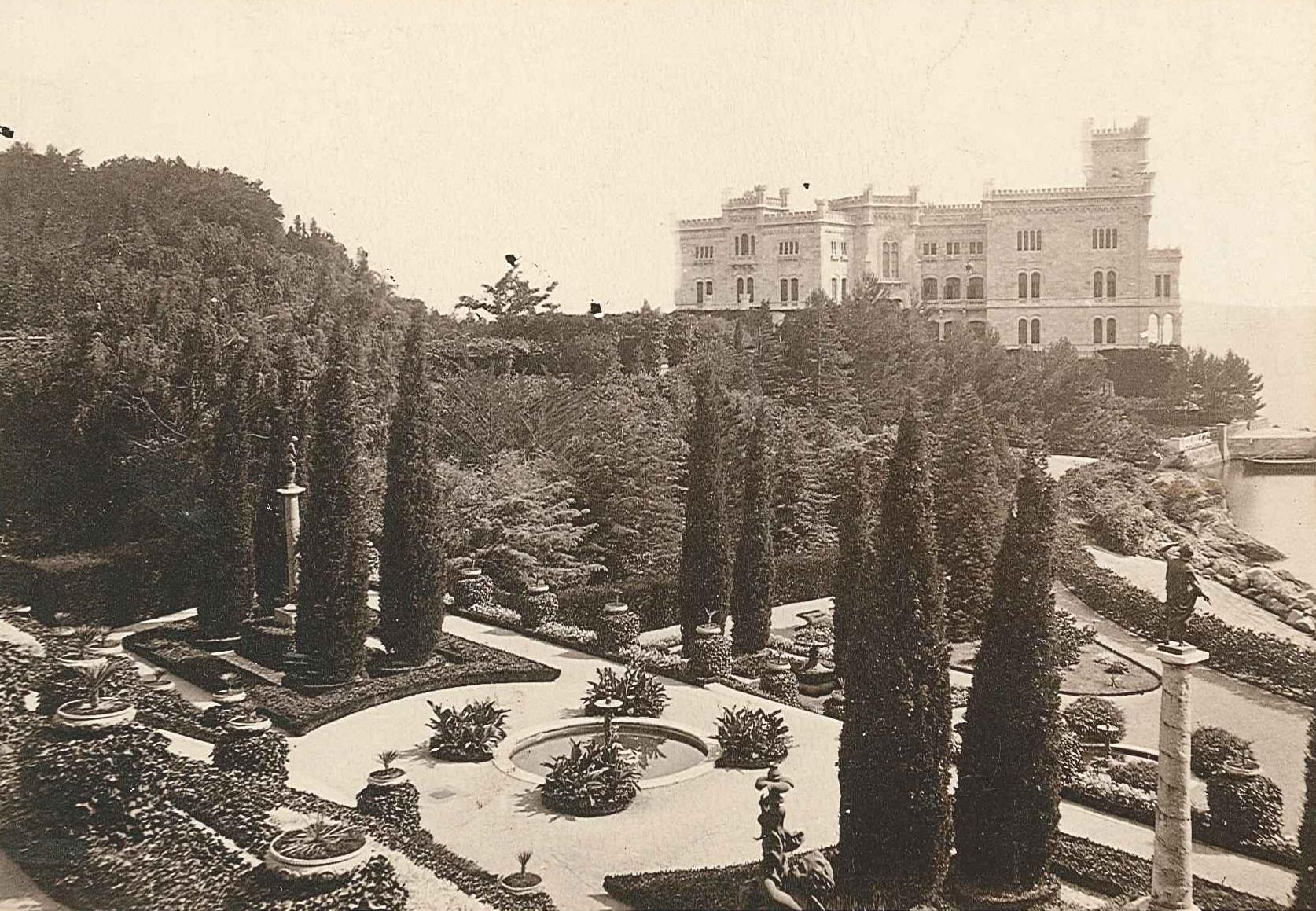
Castillo de Miramar con el jardín (ca. 1880)